# Institut für Seenforschung

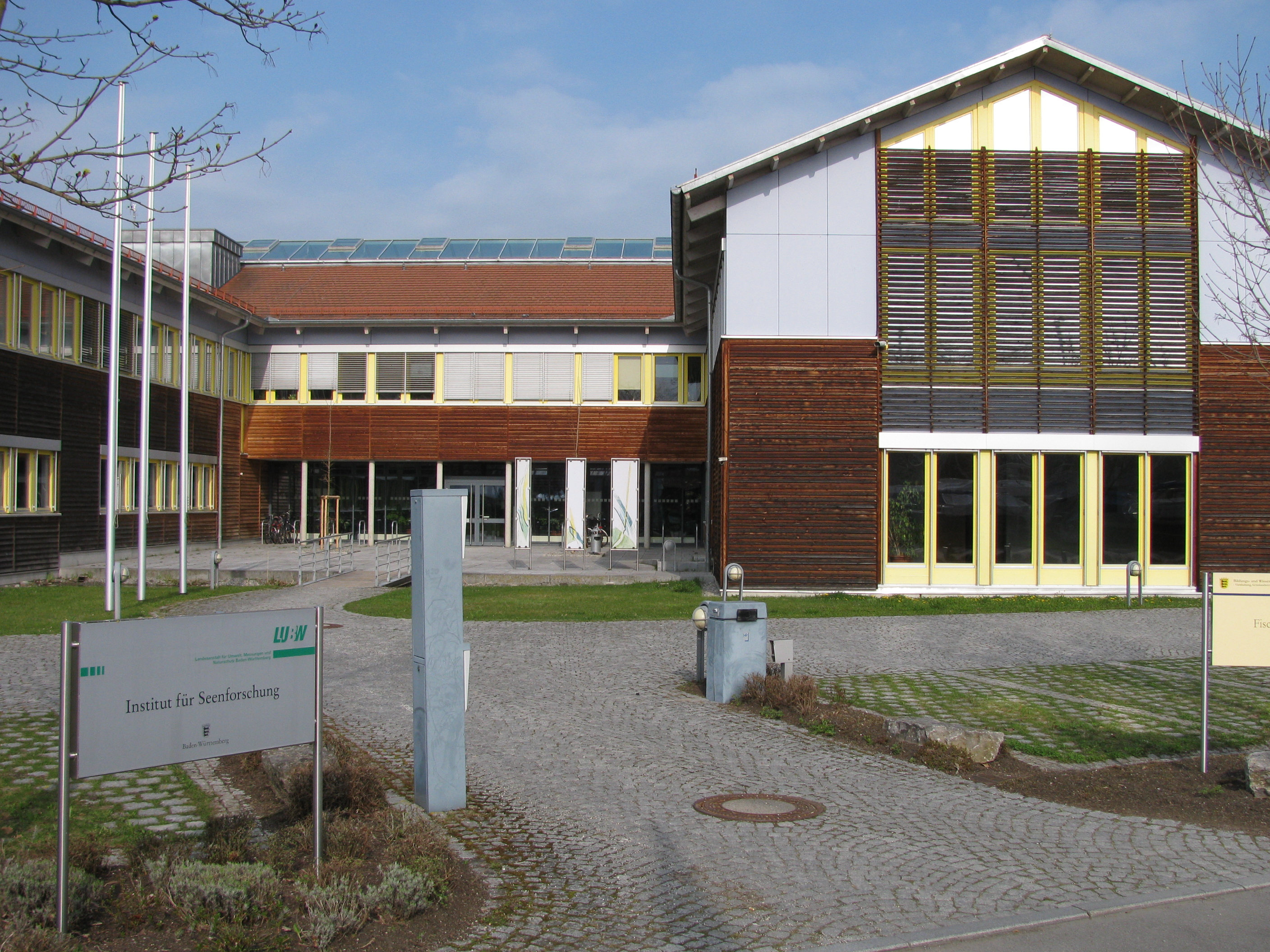
ISF-Neubau am Argenweg

Das staatliche Institut für Seenforschung (ISF) mit Sitz in Langenargen im Bodenseekreis ist ein Institut der Landesanstalt für Umwelt Baden-Württemberg (LUBW). Im Jahr 1920 wurde es von einem privaten Verein in Langenargen als „Institut für Seenforschung und Seenbewirtschaftung“ gegründet. Ab 1936 war es ein Institut der Kaiser-Wilhelm-Gesellschaft. 1960 wurde das Institut verstaatlicht, 1975 wurde es in die damalige Landesanstalt für Umweltschutz Baden-Württemberg eingegliedert. Seit 1998 hat es seinen heutigen Namen.

## Geschichte

### Gründung

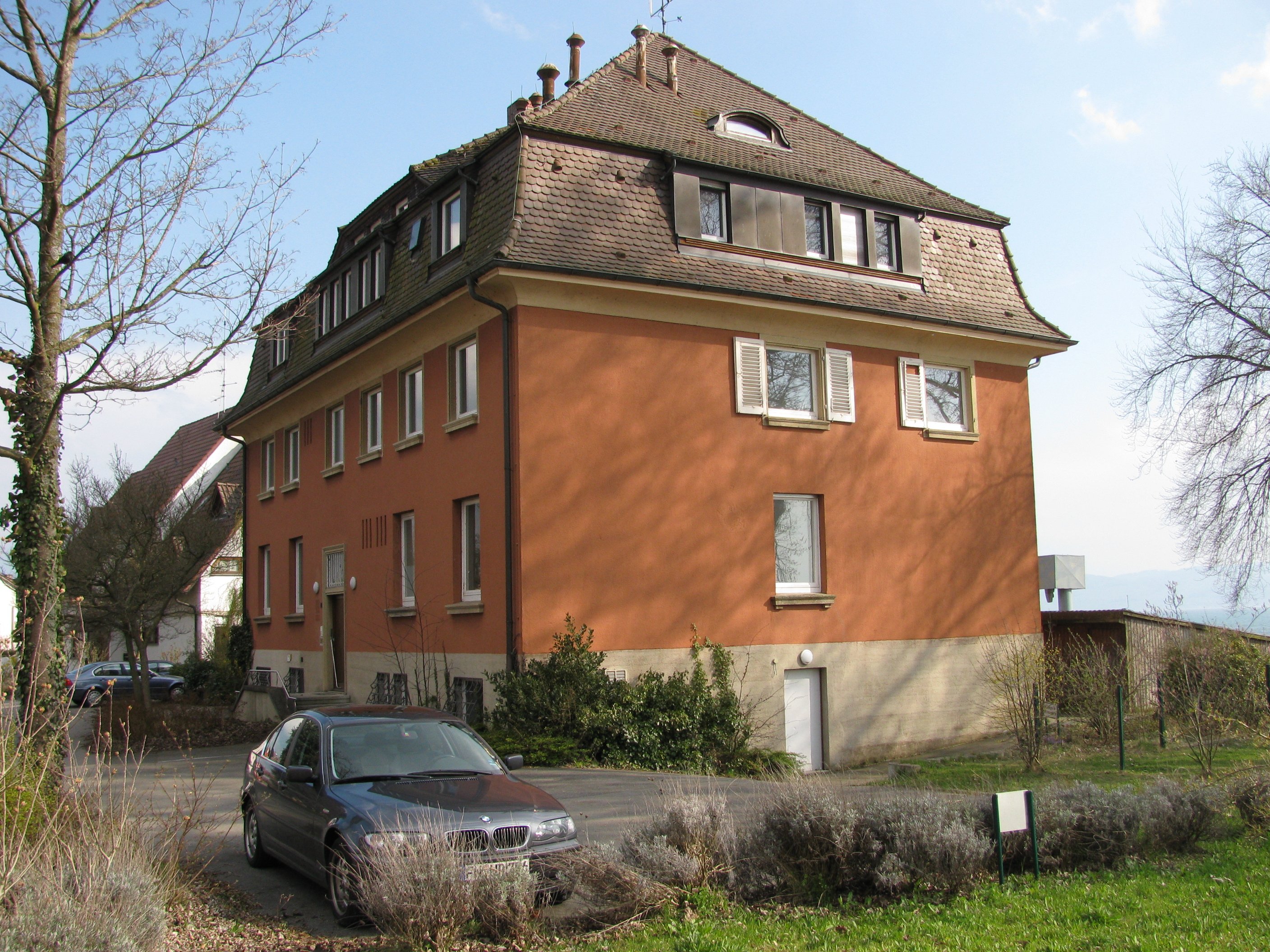
Ehemaliges ISF-Gebäude in der Unteren Seestraße

Das Institut wurde vom Verein für Seenforschung und Seenbewirtschaftung in Langenargen gegründet, der am 16. September 1920 ins Vereinsregister eingetragen wurde. Das Jahr 1920 gilt als Gründungsjahr des Instituts, auch wenn es damals noch ein Projekt war. Als Forschungsstätte des Instituts für Seenforschung und Seenbewirtschaftung diente vorerst eine ehemalige Seidenspinnerei. 1925 konnte der Neubau des Instituts an der Unteren Seestraße in Langenargen bezogen werden. Zunächst wurde das Institut durch Professor Reinhard Demoll von München her geleitet.

### Zeit in der Kaiser-Wilhelm-Gesellschaft
1936 wurde das Institut für Seenforschung und Seenbewirtschaftung in die Verwaltung der Kaiser-Wilhelm-Gesellschaft (KWG) übernommen. Vorsitzender des Kuratoriums wurde Eugen Kauffmann, der auch Vorsitzender des Vereins war, der das Institut bisher getragen hatte. Das Institut sollte dabei eng mit der Hydrobiologischen Anstalt der KWG in Plön zusammenarbeiten. Kommissarischer Leiter des Instituts war der Limnologe Hans-Joachim Elster, am Institut arbeiteten sechs Wissenschaftler. In den Jahren 1937/1938 verzeichnet das Institut 370 Besucher zu Studien- oder Fortbildungszwecken, im Jahr darauf waren es 494 Besucher. Das zuständige Ministerium erwog 1938 eine Eingliederung in die Reichsanstalt für Fischerei, was die KWG jedoch ablehnte, da die Arbeiten des Instituts ohnehin auf die Ziele des Vierjahresplans ausgerichtet seien.
Beim Ausbruch des Zweiten Weltkriegs 1939 wurden fast alle Institutsmitarbeiter zur Wehrmacht eingezogen. Ab Mai 1940 wurde der Biologe Max Hartmann (KWI für Biologie) für etwa zwei Jahre an das Institut beurlaubt. Bis zum Ende des Zweiten Weltkriegs waren Arbeiten nur noch eingeschränkt möglich. Ab 1945 war der Biologe Joachim Hämmerling im Auftrag von Eugen Kauffmann der Leiter des Instituts. Ab 1946 war Wilhelm Nümann am Institut tätig, der später kommissarischer Leiter des Instituts wurde.
Von 1943 bis 1949 war der deutsche Teil des Deutsch-Italienischen Instituts für Meeresbiologie, vormals in Rovigno, gastweise am Institut in Langenargen untergebracht. Im Jahr 1949 konnte das Institut aufgrund finanzieller Kürzungen nicht in die neu gegründete Max-Planck-Gesellschaft übernommen werden, die de facto die Nachfolgerin der KWG ist. 1950 trat die Max-Planck-Gesellschaft dem Förderverein, der Träger des Instituts war, bei.

### Geschichte nach 1950
im Jahr 1960 wurde das Institut für Seenforschung und Seenbewirtschaftung verstaatlicht. Im Jahr 1970 wurde es mit der Max-Auerbach-Institut in Konstanz zusammengelegt, das bereits 1919 gegründet worden war, damals als Anstalt für Bodenseeforschung der Stadt Konstanz. 1975 wurde die Landesanstalt für Umweltschutz Baden-Württemberg gegründet; seither gehört das ISF zur Landesanstalt. Im Jahr 1998 erhielt das Institut seinen heutigen Namen. Ende September 2000 wurde das neue Gebäude am Argenweg beim Yachthafen Langenargen bezogen. Im Jahr 2004 begann das neue Forschungsschiff Kormoran seinen Dienst.

## Forschungsschwerpunkte
Seit seiner Gründung befasst sich das Institut für Seenforschung mit der Limnologie und dem Gewässerschutz des Bodensees und der über 4000 Weiher und Seen in Baden-Württemberg. Es ist dafür in drei Fachbereiche, die interdisziplinär zusammenarbeiten, gegliedert:
- Seenphysik und Sedimentologie
- Hydrochemie
- Hydrobiologie mit Fischökologie

Dabei haben sich immer wieder neue Herausforderungen ergeben. So hat in den 1950er Jahren der rapide Anstieg der Phosphorkonzentration im See dem Ökosystem zu schaffen gemacht und die Wissenschaftler beschäftigt. Inzwischen ist es den Verantwortlichen gelungen, die zunehmende Überdüngung des Sees zu stoppen und eine Trendwende einzuleiten. Nun entspricht die Phosphorkonzentration wieder der eines Voralpensees. Heute stehen dagegen Themen wie Mikroverunreinigungen und Neuankömmlinge im See, die Neozoen, oder aber auch die Auswirkungen der Klimaveränderung auf Prozesse im See im Vordergrund der Forschungsarbeit. Weitere Anstrengungen gelten der Verbesserung der Ufer- und Flachwasserzone.
In den Jahren 2003 bis 2020 war das Institut an 15 Forschungsprojekten beteiligt. Ein Beispiel ist das Projekt Tiefenschärfe (2012–2015), die hochauflösende Vermessung des Bodensees. Mit GPS-Technik und mobilen Fächerecholoten wurden über 19 Milliarden Daten gesammelt, mit denen ein präzises 3D-Modell des Bodensees erstellt wurde.